# 国民体育大会サッカー競技
この項目では、国民スポーツ大会におけるサッカー競技について記す。2023年度以降、成年男子・成年女子（17歳以上、隔年開催）、少年男子・少年女子（16歳以下、毎年開催）の区分で行われている。
開催前年に国スポサッカー競技のリハーサル大会として同会場で全国社会人サッカー選手権大会が開催されている。

## 概要
サッカー競技は1946年の第1回大会から毎回行われている。
成年男子・女子・少年男子の種別に分かれ、地区予選（国体ブロック大会）を勝ち抜いたチームと開催都道府県チームが本大会に出場し、優勝を争う。1970年（第25回大会）以降は各都道府県の代表チームによる対抗戦となっており、チーム編成は「単独チーム」「単独チーム+補強選手」「選抜チーム」等、都道府県毎に独自に編成される。特に少年男子の場合は多くの都道府県で高体連加盟チーム（高校のサッカー部）の選手とクラブユースチームの選手による選抜チームであることが多い。出場選手は全てアマチュアのみであり、プロ選手は出場できない。
5日間（種別によっては4日間）連続開催を基本とし、試合時間は70分（35分ハーフ）で行われる。必要に応じて延長戦（20分ハーフ）やPK戦を行い、勝敗を決する。なお、2017年（第72回大会）までは決勝戦・3位決定戦においてはPK戦は行わず、延長戦終了時に同点の場合は両者優勝（両者3位）としていた。
国体に向けて強化していたチームが、そのままクラブチーム化することがある。特に1957年（第12回大会）から1979年（第34回大会）までは「教員の部」が存在しており、全国的に教員を中心としたクラブチームが創設された。例として栃木クラブや神奈川教員クラブ、さいたまクラブなど挙げられる。また、FC岐阜SECONDなど成年男子部門の強化目的で作られたチームもある。
2006年(第61回)より、成年男子・少年男子の出場区分が「成年男子:17歳以上」「少年男子:16歳以下」に改められた。これは少年男子を従来の18歳以下から16歳以下に対象年齢を引き下げる事で、所属チームでの活動に加えて国体に参加する事で起こっていた高校三年・二年の選手の過密日程を緩和すると共に、日本サッカー界の強化のボトルネックとなっていた「素質は優れていても上級生に阻まれ出場機会を得難い高校一年」や「高校受験でサッカー部を引退する中学三年」という年代に対して試合出場の機会を与える事で日本代表におけるU-17年代の強化に繋げる為である。
2022年(第77回)より、少年女子の部を新設するとともに、成年男子・成年女子については隔年での開催に変更された（ただし2024年以降の国体への影響を考慮し、2022年・2023年はともに成年男子を開催し、そこから成年女子との隔年開催となる）。なお日本サッカー協会は、これに先立つ2016年の理事会で、女子サッカー選手の登録者数が減る年代である中学生年代を強化すべく、日本体育協会（当時）に国体の少年女子の部を新設する要望を行うことを決定していた。

## 地域別出場枠
2019年（第74回大会）のレギュレーションに基づく。なお、この年は茨城県が開催地のため、茨城県は関東ブロックではなく開催県枠で出場する。
| ブロック名 | 都道府県名                                                       | 成年男子 | 女子 | 少年男子 |
| ---------- | ---------------------------------------------------------------- | -------- | ---- | -------- |
| 北海道     | 北海道                                                           | 1        | 1    | 1        |
| 東北       | 青森県、岩手県、宮城県、秋田県、山形県、福島県                   | 1        | 1    | 3        |
| 関東       | 栃木県、群馬県、茨城県、埼玉県、千葉県、東京都、神奈川県、山梨県 | 3        | 3    | 3        |
| 北信越     | 新潟県、長野県、富山県、石川県、福井県                           | 2        | 2    | 2        |
| 東海       | 静岡県、愛知県、三重県、岐阜県                                   | 1        | 1    | 2        |
| 近畿       | 滋賀県、京都府、大阪府、兵庫県、奈良県、和歌山県                 | 2        | 2    | 3        |
| 中国       | 鳥取県、島根県、岡山県、広島県、山口県                           | 1        | 1    | 3        |
| 四国       | 香川県、徳島県、愛媛県、高知県                                   | 2        | 2    | 2        |
| 九州       | 福岡県、佐賀県、長崎県、熊本県、大分県、宮崎県、鹿児島県、沖縄県 | 2        | 2    | 4        |
| 開催県     | 開催県                                                           | 1        | 1    | 1        |
| 計         | 計                                                               | 16       | 16   | 24       |

## 結果と統計
※都道府県名のみ表記の場合は基本的に選抜編成チーム(又は詳細不明)

### 1946年 - 1956年
| 年度 | 回 | 一般                        | 高校                    | 開催地 |
| ---- | -- | --------------------------- | ----------------------- | ------ |
| 1946 | 1  | 関西学院大学 (兵庫)         | 湘南中 (神奈川)         | 兵庫   |
| 1947 | 2  | 早大WMW (東京)              | -                       | 石川   |
| 1948 | 3  | 全関西学院 (兵庫)           | 広島高師高              | 福岡   |
| 1949 | 4  | 全大阪 ? / 大阪クラブ ?     | 浦和 (埼玉)             | 東京   |
| 1950 | 5  | 大阪クラブ ? / 関学クラブ ? | 修道 (広島)             | 愛知   |
| 1951 | 6  | 全兵庫                      | 浦和 (埼玉)             | 広島   |
| 1952 | 7  | 田辺製薬 (大阪)             | 韮崎 (山梨) 明星 (大阪) | 宮城   |
| 年度 | 回 | 教員                        | 高校                    | 開催地 |
| 1953 | 8  | 東京蹴球団                  | 修道 (広島)             | 愛媛   |
| 1954 | 9  | 京都紫光クラブ              | 刈谷 (愛知)             | 北海道 |
| 1955 | 10 | 東京蹴球団                  | 刈谷 (愛知)             | 神奈川 |
| 1956 | 11 | 宮城教員団                  | 修道 (広島)             | 兵庫   |

### 1957年 - 1979年
1957年より、2部門から3部門の実施に増加となる。
| 年度 | 回 | 一般                | 教員                                  | 高校                          | 開催地 |
| ---- | -- | ------------------- | ------------------------------------- | ----------------------------- | ------ |
| 1957 | 12 | 志太クラブ (静岡)   | 京都紫光クラブ                        | 藤枝東 (静岡)                 | 静岡   |
| 1958 | 13 | 大阪                | 京都紫光クラブ                        | 清水東 (静岡)                 | 富山   |
| 1959 | 14 | 全東京              | 全埼玉教員クラブ                      | 浦和市立 (埼玉)               | 東京   |
| 1960 | 15 | 広島アカシアクラブ  | 京都紫光クラブ                        | 山城 (京都)                   | 熊本   |
| 1961 | 16 | 名古屋クラブ (愛知) | 静岡教員                              | 修道 (広島)                   | 秋田   |
| 1962 | 17 | 東洋工業 (広島)     | 京都紫光クラブ                        | 浦和市立 (埼玉)               | 岡山   |
| 1963 | 18 | 浦和クラブ (埼玉)   | 埼玉教員                              | 浦和市立 (埼玉)               | 山口   |
| 1964 | 19 | 浦和クラブ (埼玉)   | 埼玉教員                              | 明星 (大阪)                   | 新潟   |
| 1965 | 20 | 全大阪              | 岐阜教員                              | 浦和西 (埼玉) 仙台育英 (宮城) | 岐阜   |
| 1966 | 21 | 愛知選抜            | 埼玉教員                              | 藤枝東 (静岡)                 | 大分   |
| 1967 | 22 | 愛知                | 埼玉教員                              | 浦和南 (埼玉)                 | 埼玉   |
| 1968 | 23 | トヨタ自動車 (愛知) | 埼玉教員                              | 韮崎 (山梨)                   | 福井   |
| 1969 | 24 | 愛知選抜            | 埼玉教員                              | 浦和南 (埼玉)                 | 長崎   |
| 1970 | 25 | 愛知                | 千葉教員                              | 埼玉 静岡                     | 岩手   |
| 1971 | 26 | 茨城                | 静岡県教員サッカー団芙蓉クラブ (静岡) | 静岡                          | 和歌山 |
| 1972 | 27 | 愛知                | 京都                                  | 埼玉                          | 鹿児島 |
| 1973 | 特 | -                   | -                                     | 埼玉                          | 沖縄   |
| 1973 | 28 | 広島                | 埼玉 山梨                             | 静岡                          | 千葉   |
| 1974 | 29 | 東京                | 埼玉 山梨                             | 茨城                          | 茨城   |
| 年度 | 回 | 一般                | 教員                                  | 少年                          | 開催地 |
| 1975 | 30 | 神奈川              | 京都                                  | 静岡                          | 三重   |
| 1976 | 31 | 静岡                | 埼玉                                  | 静岡                          | 佐賀   |
| 1977 | 32 | 秋田                | 宮崎                                  | 静岡                          | 青森   |
| 1978 | 33 | 茨城                | 山梨                                  | 東京                          | 長野   |
| 1979 | 34 | 栃木                | 宮崎                                  | 東京                          | 宮崎   |

### 1980年 - 1987年
1980年より、3部門から2部門の実施に再度減少となる。
| 年度 | 回 | 成年      | 少年      | 開催地 |
| ---- | -- | --------- | --------- | ------ |
| 1980 | 35 | 栃木 埼玉 | 静岡      | 栃木   |
| 1981 | 36 | 茨城      | 長崎      | 滋賀   |
| 1982 | 37 | 茨城 埼玉 | 静岡 兵庫 | 島根   |
| 1983 | 38 | 山梨      | 長崎      | 群馬   |
| 1984 | 39 | 山梨 茨城 | 神奈川    | 奈良   |
| 1985 | 40 | 埼玉      | 静岡      | 鳥取   |
| 1986 | 41 | 鳥取      | 東京      | 山梨   |
| 1987 | 42 | 京都 秋田 | 静岡      | 沖縄   |

### 1988年 - 1996年
1988年より、2部門から3部門の実施に再度増加となる。
| 年度 | 回 | 成年1部   | 成年2部   | 少年      | 開催地 |
| ---- | -- | --------- | --------- | --------- | ------ |
| 1988 | 43 | 埼玉      | 広島      | 静岡      | 京都   |
| 1989 | 44 | 埼玉      | 徳島      | 徳島      | 北海道 |
| 1990 | 45 | 埼玉      | 栃木      | 埼玉 千葉 | 福岡   |
| 1991 | 46 | 愛知      | 石川      | 静岡      | 石川   |
| 1992 | 47 | 埼玉 山梨 | 山形 東京 | 静岡      | 山形   |
| 1993 | 48 | 宮城 徳島 | 香川      | 静岡      | 香川   |
| 1994 | 49 | 愛知 京都 | 京都      | 静岡      | 愛知   |
| 1995 | 50 | 富山 福島 | 茨城      | 千葉      | 福島   |
| 1996 | 51 | 茨城      | 広島      | 静岡      | 広島   |

### 1997年 - 2019年
1997年より成年女子の部を導入。
| 年度 | 回 | 成年男子             | 成年女子                     | 少年男子     | 開催地 |
| ---- | -- | -------------------- | ---------------------------- | ------------ | ------ |
| 1997 | 52 | 東京                 | 大阪                         | 静岡         | 大阪   |
| 1998 | 53 | 神奈川 埼玉          | 宮城 (YKK東北)               | 千葉         | 神奈川 |
| 1999 | 54 | 徳島                 | 兵庫 (TASAKI)                | 千葉         | 熊本   |
| 2000 | 55 | 富山 東京            | 宮城 (YKK東北)               | 長崎（国見） | 富山   |
| 2001 | 56 | 静岡                 | 宮城 (YKK東北) 三重 (伊賀FC) | 埼玉 静岡    | 宮城   |
| 2002 | 57 | 大阪                 | 兵庫 (TASAKI)                | 千葉         | 高知   |
| 2003 | 58 | 栃木                 | 兵庫 (TASAKI)                | 神奈川       | 静岡   |
| 2004 | 59 | 栃木 宮城            | 埼玉 (浦和)                  | 静岡         | 埼玉   |
| 2005 | 60 | 栃木 京都 (佐川印刷) | 東京 (日テレ)                | 千葉         | 岡山   |
| 年度 | 回 | 成年男子             | 女子                         | 少年男子     | 開催地 |
| 2006 | 61 | 富山 京都 (佐川印刷) | 三重 (伊賀FC)                | 千葉 沖縄    | 兵庫   |
| 2007 | 62 | 千葉                 | 兵庫 (TASAKI)                | 東京         | 秋田   |
| 2008 | 63 | 京都 (佐川印刷)      | 埼玉 (浦和)                  | 神奈川       | 大分   |
| 2009 | 64 | 新潟 (JSC)           | 岡山(岡山湯郷)               | 神奈川       | 新潟   |
| 2010 | 65 | 宮城 (ソニー仙台)    | 千葉(ジェフ千葉)             | 東京         | 千葉   |
| 2011 | 66 | 鹿児島 (鹿屋体大)    | 大阪                         | 千葉 静岡    | 山口   |
| 2012 | 67 | 京都 (佐川印刷)      | 宮城 (仙台)                  | 兵庫         | 岐阜   |
| 2013 | 68 | 岐阜 (岐阜2nd)       | 宮城                         | 東京         | 東京   |
| 2014 | 69 | 宮崎                 | 宮城                         | 神奈川       | 長崎   |
| 2015 | 70 | 宮崎                 | 三重 (伊賀FC)                | 神奈川 福岡  | 和歌山 |
| 2016 | 71 | 静岡 (沼津)          | 愛媛 (愛媛L) 新潟            | 広島         | 岩手   |
| 2017 | 72 | 青森 (R青森)         | 千葉                         | 神奈川       | 愛媛   |
| 2018 | 73 | 福井 (S福井)         | 三重 (伊賀FC)                | 埼玉         | 福井   |
| 2019 | 74 | 茨城                 | 三重 (伊賀FC)                | 静岡         | 茨城   |

### 2022年 -
2022年より少年女子の部を導入するとともに、成年男子・成年女子は隔年開催（ただし2022年・2023年は成年男子を開催）となる。
| 年度 | 回 | 成年男子     | 成年女子 | 少年男子 | 少年女子 | 開催地 |
| ---- | -- | ------------ | -------- | -------- | -------- | ------ |
| 2022 | 77 | 大分 (V大分) | ―        | 神奈川   | 東京     | 栃木   |
| 2023 | 特 | 高知(高知U)  | ―        | 茨城     | 大阪     | 鹿児島 |
| 2024 | 78 | ―            | 広島     | 広島     | 静岡     | 佐賀   |

### 注記
1. ↑  2019年（第74回大会）大会に出場した24都道府県代表のうち、単独チームによる編成は青森県（青森山田高校）のみである。
2. ↑  教員の部廃止後は全国教員サッカー選手権大会に移行した。
3. ↑  この年は一般の部と中学の部(旧学制)。試合は各々1試合のみ(東西対抗)
4. ↑  サッカー競技開催地。大会は近畿地区広域開催
5. ↑  この年は一般の部のみ。都道府県代表8チーム
6. ↑  地区代表12チーム
7. ↑  サッカー競技開催地。大会は福島・宮城・山形共同開催
8. ↑  サッカー競技開催地。大会は四国4県共同開催
9. ↑  若夏国体は沖縄の本土復帰を記念したミニ国体であり、少年の部のみ開催。